# Альсдорф (Бітбург-Прюм)
Альсдорф (нім. Alsdorf) — громада в Німеччині, розташована в землі Рейнланд-Пфальц. Входить до складу району Бітбург-Прюм. Складова частина об'єднання громад Зюдайфель.
Площа — 6,37 км2. Населення становить 461 ос. (станом на 31 грудня 2020).